# Carolina Ruiz Castillo
Carolina Ruiz Castillo (* 14. Oktober 1981 in Osorno, Chile) ist eine ehemalige spanische Skirennläuferin. Sie war auf die schnellen Disziplinen spezialisiert und gewann ein Weltcuprennen.

## Biografie
Ruiz’ Familie zog kurz nach ihrer Geburt von Chile nach Spanien und ließ sich in der Sierra Nevada nieder. Mit vier Jahren stand Ruiz das erste Mal auf Skiern, im Alter von neun Jahren bestritt sie ihr erstes Rennen. Nach Erfolgen bei spanischen Jugendrennen und internationalen Wettbewerben wurde sie 1995 in die spanische Nachwuchsförderung aufgenommen und trainierte in einem Sportinternat in Saint-Nicolas-la-Chapelle in Frankreich. Zu Beginn der Saison 1997/98 stieg sie in die spanische B-Nationalmannschaft auf und wurde spanische Jugendmeisterin im Slalom, Riesenslalom und in der Kombination sowie Zweite der spanischen Meisterschaften der Damen. Als Folge stieg sie mit 16 Jahren in die A-Nationalmannschaft auf.
Ihr Debüt im Weltcup gab Ruiz im Oktober 1998 in Sölden. Ein Jahr später fuhr sie beim Riesenslalom von Copper Mountain mit Platz 18 erstmals in die Punkteränge. Ende Februar 2000 wurde sie bei den Juniorenweltmeisterschaften im kanadischen Stoneham Zweite im Riesenslalom. Zwei Wochen später gelang ihr schließlich der erste Weltcup-Podestplatz ihrer Karriere, als sie beim Weltcup-Riesenslalom von Sestriere überraschend auf Rang zwei fuhr. Am Ende lag sie nur sieben Hundertstelsekunden hinter der Siegerin Sonja Nef.
Diese Leistung konnte Ruiz Castillo in den nächsten Jahren nur noch wenige Male bestätigen. Bei den Juniorenweltmeisterschaften 2001 in Verbier wurde sie Dritte im Riesenslalom und Vierte im Super-G. Ihr bestes Ergebnis bei den Olympischen Spielen 2002 in Salt Lake City war der 15. Platz im Super-G, bei den Weltmeisterschaften 2003 in St. Moritz der 9. Platz in derselben Disziplin.
Vor Beginn der Saison 2003/04 brach sich Ruiz das Wadenbein und verletzte sich am Knöchel. In den nächsten beiden Jahren startete sie vor allem bei FIS-Rennen, im Europacup und im Südamerikacup; Weltcuprennen bestritt sie nur wenige. Seit der Saison 2005/06 ist sie auch wieder regelmäßig im Weltcup am Start. Ruiz nahm an den Olympischen Winterspielen 2006 teil, wo 20. im Riesenslalom wurde. Die besten Ergebnisse bei den Weltmeisterschaften 2005 in Santa Caterina und bei den Weltmeisterschaften 2007 in Åre waren Platz 15 im Super-G bzw. Platz 20 in der Abfahrt.
In der Saison 2007/08 erreichte Carolina Ruiz Castillo mit Platz 7 in der Abfahrt von Aspen, Platz 8 im ersten Super-G von Cortina d’Ampezzo und Platz 10 in der Abfahrt von Whistler Mountain erstmals seit 2000 wieder Top-10-Platzierungen im Weltcup. Im nächsten Winter war ein siebenter Platz in der Abfahrt von Cortina d’Ampezzo ihr einziges Top-10-Ergebnis. Bei den Weltmeisterschaften 2009 in Val-d’Isère erzielte sie Platz 14 im Super-G und Rang 19 in der Abfahrt. Ähnlich waren auch ihre besten Ergebnisse der nächsten Großereignisse: Platz 15 in der Abfahrt und Rang 18 im Super-G bei den Olympischen Winterspielen 2010 in Vancouver sowie Rang 19 in der Abfahrt der Weltmeisterschaften 2011 in Garmisch-Partenkirchen. Im März 2011 fuhr Ruiz Castillo mit Platz neun im Super-G von Tarvis erstmals seit zwei Jahren wieder unter die besten zehn eines Weltcuprennens. Danach dauerte es erneut knapp zwei Jahre, bis ihr im Januar 2013 mit den Plätzen zehn und vier in Abfahrt und Super-G von Cortina d’Ampezzo die nächsten Top-10-Ergebnisse gelangen. Der vierte Platz im Super-G war gleichzeitig das drittbeste Weltcupergebnis ihrer Karriere und das beste seit ihrem bis dahin einzigen Podestplatz fast 13 Jahre zuvor. Am 23. Februar 2013 gewann sie überraschend die Abfahrt von Méribel. Dies war ihr einziger Weltcupsieg und gleichzeitig die erste Podiumsplatzierung für den spanischen Verband in einer Weltcup-Speeddisziplin.
Ruiz Castillo gab am 18. März 2015 ihren Rücktritt vom Skirennsport bekannt. Sie lebt in Albolote in Andalusien.

## Erfolge

### Olympische Spiele
- Salt Lake City 2002: 15. Super-G, 26. Slalom
- Turin 2006: 20. Riesenslalom, 25. Kombination, 30. Abfahrt, 30. Super-G
- Vancouver 2010: 15. Abfahrt, 18. Super-G, 34. Riesenslalom

### Weltmeisterschaften
- St. Anton 2001: 21. Riesenslalom, 25. Super-G
- St. Moritz 2003: 9. Super-G, 16. Kombination, 16. Riesenslalom, 28. Abfahrt
- Santa Caterina 2005: 15. Super-G, 21. Riesenslalom
- Åre 2007: 20. Abfahrt, 25. Super-G, 37. Riesenslalom
- Val-d’Isère 2009: 14. Super-G, 19. Abfahrt
- Garmisch-Partenkirchen 2011: 19. Abfahrt, 26. Super-G, 33. Riesenslalom
- Schladming 2013: 15. Abfahrt, 20. Super-G
- Vail/Beaver Creek 2015: 21. Super-G, 23. Abfahrt

### Weltcup
- 2 Podestplätze, davon 1 Sieg:

| Datum            | Ort     | Land       | Disziplin |
| ---------------- | ------- | ---------- | --------- |
| 23. Februar 2013 | Méribel | Frankreich | Abfahrt   |

### Europacup
- 5 Podestplätze, davon 1 Sieg:

| Datum           | Ort        | Land    | Disziplin |
| --------------- | ---------- | ------- | --------- |
| 22. Januar 2012 | St. Moritz | Schweiz | Abfahrt   |

### Juniorenweltmeisterschaften
- Megènve 1998: 21. Riesenslalom, 31. Slalom
- Pra Loup 1999: 15. Riesenslalom, 29. Slalom
- Québec 2000: 2. Riesenslalom, 31. Slalom
- Verbier 2001: 3. Riesenslalom, 4. Super-G

### Weitere Erfolge
- 18 spanische Meistertitel
  - Slalom 1999, 2007
  - Riesenslalom 2000, 2005, 2007, 2009–2012, 2014
  - Super-G 2003, 2007, 2009, 2011, 2012, 2014
- 6 Siege im Südamerikacup
- 11 Siege in FIS-Rennen